# Spincourt
Spincourt és un municipi francès situat al departament del Mosa i a la regió del Gran Est. L'any 2007 tenia 782 habitants.

## Demografia

### Població
El 2007 la població de fet de Spincourt era de 782 persones. Hi havia 306 famílies, de les quals 69 eren unipersonals (31 homes vivint sols i 38 dones vivint soles), 107 parelles sense fills, 107 parelles amb fills i 23 famílies monoparentals amb fills.
La població ha evolucionat segons el següent gràfic:
Habitants censats

### Habitatges
El 2007 hi havia 341 habitatges, 307 eren l'habitatge principal de la família, 7 eren segones residències i 27 estaven desocupats. 321 eren cases i 19 eren apartaments. Dels 307 habitatges principals, 253 estaven ocupats pels seus propietaris, 45 estaven llogats i ocupats pels llogaters i 9 estaven cedits a títol gratuït; 2 tenien una cambra, 7 en tenien dues, 25 en tenien tres, 72 en tenien quatre i 202 en tenien cinc o més. 259 habitatges disposaven pel capbaix d'una plaça de pàrquing. A 132 habitatges hi havia un automòbil i a 154 n'hi havia dos o més.

### Piràmide de població
La piràmide de població per edats i sexe el 2009 era:
| Homes | Edats   | Dones |
| ----- | ------- | ----- |
| 0     | 95 o +  | 0     |
| 0     | 90 a 94 | 0     |
| 4     | 85 a 89 | 0     |
| 8     | 80 a 84 | 8     |
| 8     | 75 a 79 | 12    |
| 28    | 70 a 74 | 12    |
| 20    | 65 a 69 | 16    |
| 16    | 60 a 64 | 16    |
| 12    | 55 a 59 | 20    |
| 16    | 50 a 54 | 16    |
| 40    | 45 a 49 | 28    |
| 36    | 40 a 44 | 16    |
| 20    | 35 a 39 | 32    |
| 32    | 30 a 34 | 28    |
| 8     | 25 a 29 | 0     |
| 4     | 20 a 24 | 16    |
| 20    | 15 a 19 | 12    |
| 16    | 10 a 14 | 28    |
| 8     | 5 a 9   | 40    |
| 8     | 0 a 4   | 32    |

## Economia
El 2007 la població en edat de treballar era de 492 persones, 361 eren actives i 131 eren inactives. De les 361 persones actives 332 estaven ocupades (188 homes i 144 dones) i 28 estaven aturades (11 homes i 17 dones). De les 131 persones inactives 35 estaven jubilades, 46 estaven estudiant i 50 estaven classificades com a «altres inactius».

### Ingressos
El 2009 a Spincourt hi havia 313 unitats fiscals que integraven 808,5 persones, la mediana anual d'ingressos fiscals per persona era de 17.295 €.

### Activitats econòmiques
Dels 45 establiments que hi havia el 2007, 3 eren d'empreses extractives, 2 d'empreses alimentàries, 1 d'una empresa de fabricació d'altres productes industrials, 6 d'empreses de construcció, 6 d'empreses de comerç i reparació d'automòbils, 3 d'empreses de transport, 2 d'empreses d'hostatgeria i restauració, 1 d'una empresa financera, 2 d'empreses immobiliàries, 7 d'empreses de serveis, 9 d'entitats de l'administració pública i 3 d'empreses classificades com a «altres activitats de serveis».
Dels 15 establiments de servei als particulars que hi havia el 2009, 1 era una oficina d'administració d'Hisenda pública, 1 oficina de correu, 1 una oficina bancària, 1 taller de reparació d'automòbils i de material agrícola, 1 paleta, 1 guixaire pintor, 1 fusteria, 2 electricistes, 1 empresa de construcció, 1 perruqueria, 1 veterinari, 1 restaurant, 1 agència immobiliària i 1 saló de bellesa.
Els 2 establiments comercials que hi havia el 2009 eren fleques.
L'any 2000 a Spincourt hi havia 21 explotacions agrícoles que ocupaven un total de 1.820 hectàrees.

## Equipaments sanitaris i escolars
L'únic equipament sanitari que hi havia el 2009 era una farmàcia.
El 2009 hi havia una escola elemental.

## Poblacions més properes
El següent diagrama mostra les poblacions més properes.